# Grand Prix-wegrace van Italië

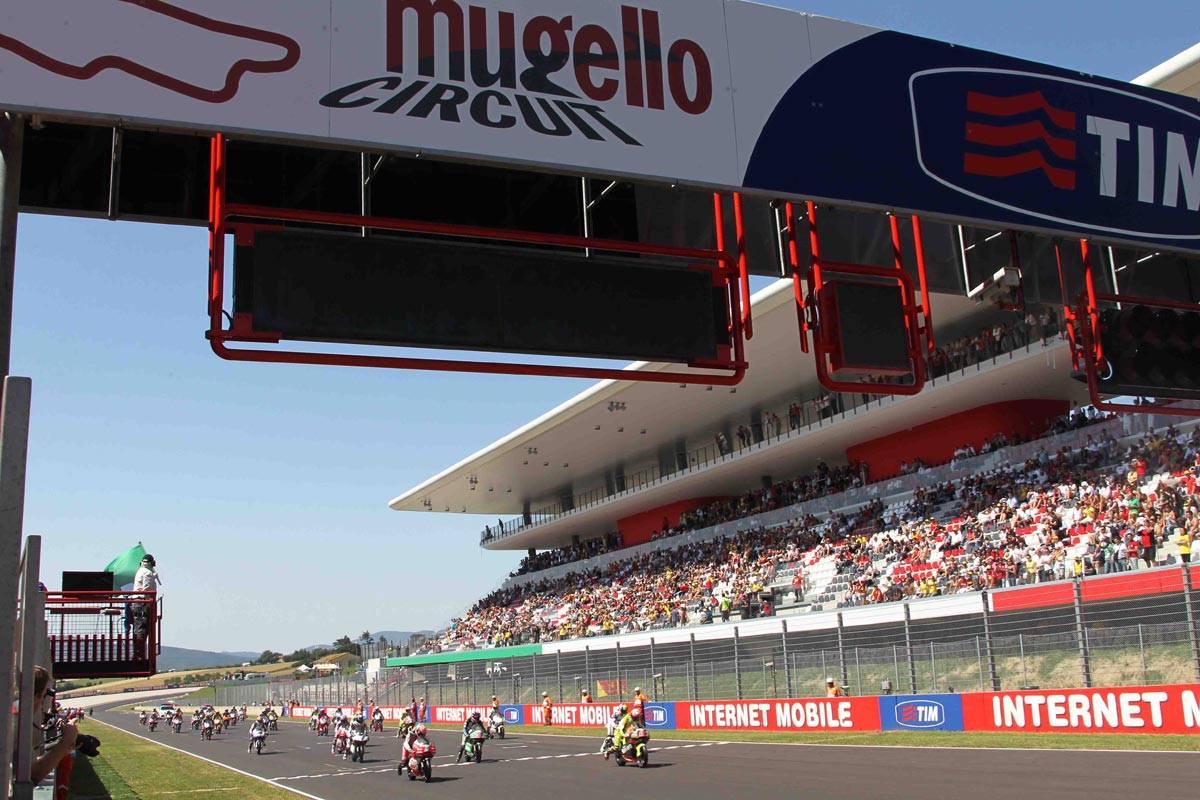
GP van Italië 2011

De Grand Prix van Italië voor motorfietsen is een motorsportrace, die sinds 1991 de Grand Prix der Naties vervangt in het wereldkampioenschap wegrace. Het evenement vond in 1991 en 1993 plaats op het Misano World Circuit en tijdens alle andere edities op het Circuit Mugello.

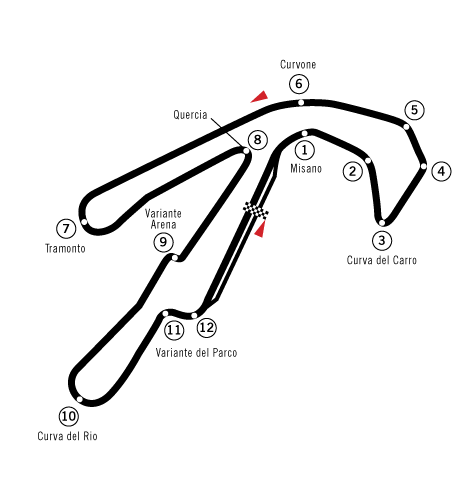
Misano World Circuit
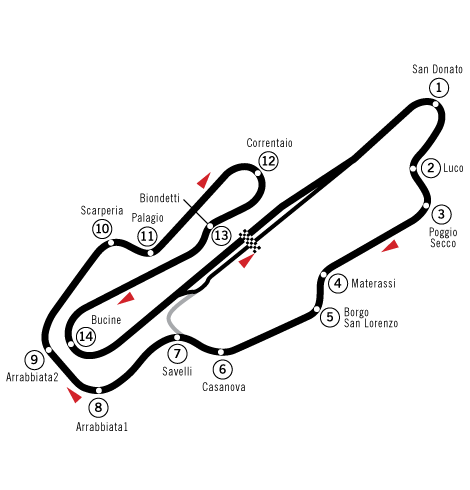
Circuit Mugello

## Statistiek

### 1914 tot 1921
| 1 | 1914 | Gran Premio d'Italia | Turijn | 350 cc  | Carlo Borgo (Borgo)        |  |  |  |
| 1 | 1914 | Gran Premio d'Italia | Turijn | 500 cc  | Giovanni Ravelli (Triumph) |  |  |  |
|   |      |                      |        |         |                            |  |  |  |
| 2 | 1921 | Gran Premio d'Italia | Turijn | 350 cc  | Ernesto Gnesa (Garelli)    |  |  |  |
| 2 | 1921 | Gran Premio d'Italia | Turijn | 500 cc  | Pierino Opessi (Triumph)   |  |  |  |
| 2 | 1921 | Gran Premio d'Italia | Turijn | 750 cc  | Primo Moretti (Frera)      |  |  |  |
| 2 | 1921 | Gran Premio d'Italia | Turijn | 1000 cc | Biagio Nazzaro (Indian)    |  |  |  |

### Sinds 1991
| Editie | Seizoen | Circuit | Klasse  | Winnaar                        | Tweede                            | Derde                             | Poleposition                   | Snelste ronde                                |
| ------ | ------- | ------- | ------- | ------------------------------ | --------------------------------- | --------------------------------- | ------------------------------ | -------------------------------------------- |
| 3      | 1991    | Misano  | 125 cc  | Fausto Gresini (Honda)         | Loris Capirossi (Honda)           | Alessandro Gramigni (Aprilia)     | Fausto Gresini (Honda)         | Fausto Gresini (Honda)                       |
| 3      | 1991    | Misano  | 250 cc  | Luca Cadalora (Honda)          | Helmut Bradl (Honda)              | Pierfrancesco Chili (Aprilia)     | Helmut Bradl (Honda)           | Luca Cadalora (Honda)                        |
| 3      | 1991    | Misano  | 500 cc  | Mick Doohan (Honda)            | John Kocinski (Yamaha)            | Eddie Lawson (Cagiva)             | Wayne Rainey (Yamaha)          | Wayne Rainey (Yamaha)                        |
| 3      | 1991    | Misano  | Zijspan | Webster / Simmons (Krauser)    | Streuer / Essaff (LCR-Yamaha)     | P. Güdel / C. Güdel (LCR-Krauser) | Biland / Waltisperg (LCR-ADM)  | Webster / Simmons (Krauser)                  |
|        |         |         |         |                                |                                   |                                   |                                |                                              |
| 4      | 1992    | Mugello | 125 cc  | Ezio Gianola (Honda)           | Dirk Raudies (Honda)              | Noboru Ueda (Honda)               | Ezio Gianola (Honda)           | Ezio Gianola (Honda)                         |
| 4      | 1992    | Mugello | 250 cc  | Luca Cadalora (Honda)          | Loris Reggiani (Aprilia)          | Max Biaggi (Aprilia)              | Pierfrancesco Chili (Aprilia)  | Luca Cadalora (Honda)                        |
| 4      | 1992    | Mugello | 500 cc  | Kevin Schwantz (Suzuki)        | Mick Doohan (Honda)               | John Kocinski (Yamaha)            | Mick Doohan (Honda)            | Kevin Schwantz (Suzuki)                      |
|        |         |         |         |                                |                                   |                                   |                                |                                              |
| 5      | 1993    | Misano  | 125 cc  | Dirk Raudies (Honda)           | Kazuto Sakata (Honda)             | Peter Öttl (Aprilia)              | Kazuto Sakata (Honda)          | Dirk Raudies (Honda)                         |
| 5      | 1993    | Misano  | 250 cc  | Jean-Philippe Ruggia (Aprilia) | Loris Capirossi (Honda)           | Loris Reggiani (Aprilia)          | Max Biaggi (Honda)             | Tetsuya Harada (Yamaha)                      |
| 5      | 1993    | Misano  | 500 cc  | Luca Cadalora (Yamaha)         | Mick Doohan (Honda)               | Kevin Schwantz (Suzuki)           | Luca Cadalora (Yamaha)         | Mick Doohan (Honda)                          |
|        |         |         |         |                                |                                   |                                   |                                |                                              |
| 6      | 1994    | Mugello | 125 cc  | Noboru Ueda (Honda)            | Kazuto Sakata (Aprilia)           | Takeshi Tsujimura (Honda)         | Roberto Locatelli (Aprilia)    | Kazuto Sakata (Aprilia)                      |
| 6      | 1994    | Mugello | 250 cc  | Ralf Waldmann (Honda)          | Tetsuya Harada (Yamaha)           | Loris Capirossi (Honda)           | Max Biaggi (Aprilia)           | Max Biaggi (Aprilia)                         |
| 6      | 1994    | Mugello | 500 cc  | Mick Doohan (Honda)            | Luca Cadalora (Yamaha)            | Kevin Schwantz (Suzuki)           | Luca Cadalora (Yamaha)         | Luca Cadalora (Yamaha)                       |
|        |         |         |         |                                |                                   |                                   |                                |                                              |
| 7      | 1995    | Mugello | 125 cc  | Haruchika Aoki (Honda)         | Stefano Perugini (Aprilia)        | Masaki Tokudome (Aprilia)         | Kazuto Sakata (Aprilia)        | Masaki Tokudome (Aprilia)                    |
| 7      | 1995    | Mugello | 250 cc  | Max Biaggi (Aprilia)           | Tetsuya Harada (Yamaha)           | Marcellino Lucchi (Aprilia)       | Max Biaggi (Aprilia)           | Max Biaggi (Aprilia)                         |
| 7      | 1995    | Mugello | 500 cc  | Mick Doohan (Honda)            | Daryl Beattie (Suzuki)            | Alberto Puig (Honda)              | Mick Doohan (Honda)            | Mick Doohan (Honda)                          |
| 7      | 1995    | Mugello | Zijspan | P. Güdel / C. Güdel (LCR-BRM)  | Dixon / Hetherington (Windle-ADM) | Klaffenböck / Parzer (Windle-BRM) | Biland / Waltisperg (LCR-BRM)  | P. Güdel / C. Güdel (LCR-BRM)                |
|        |         |         |         |                                |                                   |                                   |                                |                                              |
| 8      | 1996    | Mugello | 125 cc  | Peter Öttl (Aprilia)           | Haruchika Aoki (Honda)            | Kazuto Sakata (Aprilia)           | Masaki Tokudome (Aprilia)      | Akira Saito (Honda)                          |
| 8      | 1996    | Mugello | 250 cc  | Max Biaggi (Aprilia)           | Marcellino Lucchi (Aprilia)       | Ralf Waldmann (Honda)             | Max Biaggi (Aprilia)           | Max Biaggi (Aprilia)                         |
| 8      | 1996    | Mugello | 500 cc  | Mick Doohan (Honda)            | Àlex Crivillé (Honda)             | Luca Cadalora (Honda)             | Mick Doohan (Honda)            | Àlex Crivillé (Honda)                        |
| 8      | 1996    | Mugello | Zijspan | P. Güdel / C. Güdel (LCR-BRM)  | Dixon / Hetherington (Windle-ADM) | Webster / James (LCR-ADM)         | P. Güdel / C. Güdel (LCR-BRM)  | Biland / Waltisperg (LCR-BRM)                |
|        |         |         |         |                                |                                   |                                   |                                |                                              |
| 9      | 1997    | Mugello | 125 cc  | Valentino Rossi (Aprilia)      | Jorge Martínez (Aprilia)          | Garry McCoy (Aprilia)             | Jorge Martínez (Aprilia)       | Noboru Ueda (Honda)                          |
| 9      | 1997    | Mugello | 250 cc  | Max Biaggi (Honda)             | Marcellino Lucchi (Aprilia)       | Loris Capirossi (Aprilia)         | Marcellino Lucchi (Aprilia)    | Ralf Waldmann (Honda)                        |
| 9      | 1997    | Mugello | 500 cc  | Mick Doohan (Honda)            | Luca Cadalora (Yamaha)            | Nobuatsu Aoki (Honda)             | Mick Doohan (Honda)            | Mick Doohan (Honda)                          |
|        |         |         |         |                                |                                   |                                   |                                |                                              |
| 10     | 1998    | Mugello | 125 cc  | Tomomi Manako (Honda)          | Marco Melandri (Honda)            | Gianluigi Scalvini (Honda)        | Noboru Ueda (Honda)            | Lucio Cecchinello (Honda)                    |
| 10     | 1998    | Mugello | 250 cc  | Marcellino Lucchi (Aprilia)    | Valentino Rossi (Aprilia)         | Tetsuya Harada (Aprilia)          | Tetsuya Harada (Aprilia)       | Marcellino Lucchi (Aprilia)                  |
| 10     | 1998    | Mugello | 500 cc  | Mick Doohan (Honda)            | Max Biaggi (Honda)                | Àlex Crivillé (Honda)             | Mick Doohan (Honda)            | Mick Doohan (Honda)                          |
|        |         |         |         |                                |                                   |                                   |                                |                                              |
| 11     | 1999    | Mugello | 125 cc  | Roberto Locatelli (Aprilia)    | Marco Melandri (Honda)            | Noboru Ueda (Honda)               | Roberto Locatelli (Aprilia)    | Kazuto Sakata (Honda)                        |
| 11     | 1999    | Mugello | 250 cc  | Valentino Rossi (Aprilia)      | Ralf Waldmann (Aprilia)           | Tohru Ukawa (Honda)               | Marcellino Lucchi (Aprilia)    | Valentino Rossi (Aprilia)                    |
| 11     | 1999    | Mugello | 500 cc  | Àlex Crivillé (Honda)          | Max Biaggi (Yamaha)               | Tadayuki Okada (Honda)            | Tetsuya Harada (Aprilia)       | Kenny Roberts, Jr. (Suzuki)                  |
|        |         |         |         |                                |                                   |                                   |                                |                                              |
| 12     | 2000    | Mugello | 125 cc  | Roberto Locatelli (Aprilia)    | Mirko Giansanti (Honda)           | Masao Azuma (Honda)               | Roberto Locatelli (Aprilia)    | Roberto Locatelli (Aprilia)                  |
| 12     | 2000    | Mugello | 250 cc  | Shinya Nakano (Yamaha)         | Olivier Jacque (Yamaha)           | Daijiro Kato (Honda)              | Marcellino Lucchi (Aprilia)    | Shinya Nakano (Yamaha)                       |
| 12     | 2000    | Mugello | 500 cc  | Loris Capirossi (Honda)        | Carlos Checa (Yamaha)             | Jeremy McWilliams (Aprilia)       | Alex Barros (Honda)            | Loris Capirossi (Honda)                      |
|        |         |         |         |                                |                                   |                                   |                                |                                              |
| 13     | 2001    | Mugello | 125 cc  | Noboru Ueda (Honda)            | Gino Borsoi (Aprilia)             | Manuel Poggiali (Gilera)          | Youichi Ui (Derbi)             | Noboru Ueda (Honda)                          |
| 13     | 2001    | Mugello | 250 cc  | Tetsuya Harada (Aprilia)       | Roberto Rolfo (Aprilia)           | Marco Melandri (Aprilia)          | Tetsuya Harada (Aprilia)       | Roberto Locatelli (Aprilia)                  |
| 13     | 2001    | Mugello | 500 cc  | Alex Barros (Honda)            | Loris Capirossi (Honda)           | Max Biaggi (Yamaha)               | Valentino Rossi (Honda)        | Valentino Rossi (Honda)                      |
|        |         |         |         |                                |                                   |                                   |                                |                                              |
| 14     | 2002    | Mugello | 125 cc  | Manuel Poggiali (Gilera)       | Youichi Ui (Derbi)                | Pablo Nieto (Aprilia)             | Manuel Poggiali (Gilera)       | Lucio Cecchinello (Aprilia)                  |
| 14     | 2002    | Mugello | 250 cc  | Marco Melandri (Aprilia)       | Roberto Locatelli (Aprilia)       | Fonsi Nieto (Aprilia)             | Franco Battaini (Aprilia)      | Fonsi Nieto (Aprilia)                        |
| 14     | 2002    | Mugello | MotoGP  | Valentino Rossi (Honda)        | Max Biaggi (Yamaha)               | Tohru Ukawa (Honda)               | Valentino Rossi (Honda)        | Tohru Ukawa (Honda)                          |
|        |         |         |         |                                |                                   |                                   |                                |                                              |
| 15     | 2003    | Mugello | 125 cc  | Lucio Cecchinello (Aprilia)    | Dani Pedrosa (Honda)              | Pablo Nieto (Aprilia)             | Casey Stoner (Aprilia)         | Gino Borsoi (Aprilia)                        |
| 15     | 2003    | Mugello | 250 cc  | Manuel Poggiali (Aprilia)      | Fonsi Nieto (Aprilia)             | Franco Battaini (Aprilia)         | Randy de Puniet (Aprilia)      | Randy de Puniet (Aprilia)                    |
| 15     | 2003    | Mugello | MotoGP  | Valentino Rossi (Honda)        | Loris Capirossi (Ducati)          | Max Biaggi (Honda)                | Valentino Rossi (Honda)        | Loris Capirossi (Ducati)                     |
|        |         |         |         |                                |                                   |                                   |                                |                                              |
| 16     | 2004    | Mugello | 125 cc  | Roberto Locatelli (Aprilia)    | Casey Stoner (KTM)                | Héctor Barberá (Aprilia)          | Steve Jenkner (Aprilia)        | Pablo Nieto (Aprilia)                        |
| 16     | 2004    | Mugello | 250 cc  | Sebastián Porto (Aprilia)      | Dani Pedrosa (Honda)              | Manuel Poggiali (Aprilia)         | Sebastián Porto (Aprilia)      | Sebastián Porto (Aprilia)                    |
| 16     | 2004    | Mugello | MotoGP  | Valentino Rossi (Yamaha)       | Sete Gibernau (Honda)             | Max Biaggi (Honda)                | Sete Gibernau (Honda)          | Sete Gibernau (Honda)                        |
|        |         |         |         |                                |                                   |                                   |                                |                                              |
| 17     | 2005    | Mugello | 125 cc  | Gábor Talmácsi (KTM)           | Thomas Lüthi (Honda)              | Joan Olivé (Aprilia)              | Mika Kallio (KTM)              | Héctor Faubel (Aprilia) Thomas Lüthi (Honda) |
| 17     | 2005    | Mugello | 250 cc  | Dani Pedrosa (Honda)           | Jorge Lorenzo (Honda)             | Alex de Angelis (Aprilia)         | Jorge Lorenzo (Honda)          | Alex de Angelis (Aprilia)                    |
| 17     | 2005    | Mugello | MotoGP  | Valentino Rossi (Yamaha)       | Max Biaggi (Honda)                | Loris Capirossi (Ducati)          | Valentino Rossi (Yamaha)       | Max Biaggi (Honda)                           |
|        |         |         |         |                                |                                   |                                   |                                |                                              |
| 18     | 2006    | Mugello | 125 cc  | Mattia Pasini (Aprilia)        | Álvaro Bautista (Aprilia)         | Lukáš Pešek (Derbi)               | Lukáš Pešek (Derbi)            | Mattia Pasini (Aprilia)                      |
| 18     | 2006    | Mugello | 250 cc  | Jorge Lorenzo (Aprilia)        | Alex de Angelis (Aprilia)         | Andrea Dovizioso (Honda)          | Jorge Lorenzo (Aprilia)        | Roberto Locatelli (Aprilia)                  |
| 18     | 2006    | Mugello | MotoGP  | Valentino Rossi (Yamaha)       | Loris Capirossi (Ducati)          | Nicky Hayden (Honda)              | Sete Gibernau (Ducati)         | Loris Capirossi (Ducati)                     |
|        |         |         |         |                                |                                   |                                   |                                |                                              |
| 19     | 2007    | Mugello | 125 cc  | Héctor Faubel (Aprilia)        | Sergio Gadea (Aprilia)            | Simone Corsi (Aprilia)            | Héctor Faubel (Aprilia)        | Sergio Gadea (Aprilia)                       |
| 19     | 2007    | Mugello | 250 cc  | Álvaro Bautista (Aprilia)      | Alex de Angelis (Aprilia)         | Héctor Barberá (Aprilia)          | Álvaro Bautista (Aprilia)      | Héctor Barberá (Aprilia)                     |
| 19     | 2007    | Mugello | MotoGP  | Valentino Rossi (Yamaha)       | Dani Pedrosa (Honda)              | Alex Barros (Ducati)              | Casey Stoner (Ducati)          | Dani Pedrosa (Honda)                         |
|        |         |         |         |                                |                                   |                                   |                                |                                              |
| 20     | 2008    | Mugello | 125 cc  | Simone Corsi (Aprilia)         | Gábor Talmácsi (Aprilia)          | Pol Espargaró (Derbi)             | Raffaele De Rosa (KTM)         | Mike Di Meglio (Derbi)                       |
| 20     | 2008    | Mugello | 250 cc  | Marco Simoncelli (Gilera)      | Alex Debón (Aprilia)              | Thomas Lüthi (Aprilia)            | Héctor Barberá (Aprilia)       | Alvaro Bautista (Aprilia)                    |
| 20     | 2008    | Mugello | MotoGP  | Valentino Rossi (Yamaha)       | Casey Stoner (Ducati)             | Dani Pedrosa (Honda)              | Valentino Rossi (Yamaha)       | Casey Stoner (Ducati)                        |
|        |         |         |         |                                |                                   |                                   |                                |                                              |
| 21     | 2009    | Mugello | 125 cc  | Bradley Smith (Aprilia)        | Nicolás Terol (Aprilia)           | Julián Simón (Aprilia)            | Bradley Smith (Aprilia)        | Julián Simón (Aprilia)                       |
| 21     | 2009    | Mugello | 250 cc  | Mattia Pasini (Aprilia)        | Marco Simoncelli (Gilera)         | Álvaro Bautista (Aprilia)         | Álvaro Bautista (Aprilia)      | Marco Simoncelli (Gilera)                    |
| 21     | 2009    | Mugello | MotoGP  | Casey Stoner (Ducati)          | Jorge Lorenzo (Yamaha)            | Valentino Rossi (Yamaha)          | Jorge Lorenzo (Yamaha)         | Valentino Rossi (Yamaha)                     |
|        |         |         |         |                                |                                   |                                   |                                |                                              |
| 22     | 2010    | Mugello | 125 cc  | Marc Márquez (Derbi)           | Nicolás Terol (Aprilia)           | Pol Espargaró (Derbi)             | Sandro Cortese (Derbi)         | Bradley Smith (Aprilia)                      |
| 22     | 2010    | Mugello | Moto2   | Andrea Iannone (Speed Up)      | Sergio Gadea (Pons-Kalex)         | Simone Corsi (MotoBi)             | Andrea Iannone (Speed Up)      | Andrea Iannone (Speed Up)                    |
| 22     | 2010    | Mugello | MotoGP  | Dani Pedrosa (Honda)           | Jorge Lorenzo (Yamaha)            | Andrea Dovizioso (Honda)          | Dani Pedrosa (Honda)           | Dani Pedrosa (Honda)                         |
|        |         |         |         |                                |                                   |                                   |                                |                                              |
| 23     | 2011    | Mugello | 125 cc  | Nicolás Terol (Aprilia)        | Johann Zarco (Derbi)              | Maverick Viñales (Aprilia)        | Johann Zarco (Derbi)           | Johann Zarco (Derbi)                         |
| 23     | 2011    | Mugello | Moto2   | Marc Márquez (Suter)           | Stefan Bradl (Kalex)              | Bradley Smith (Tech 3)            | Marc Márquez (Suter)           | Stefan Bradl (Kalex)                         |
| 23     | 2011    | Mugello | MotoGP  | Jorge Lorenzo (Yamaha)         | Andrea Dovizioso (Honda)          | Casey Stoner (Honda)              | Casey Stoner (Honda)           | Jorge Lorenzo (Yamaha)                       |
|        |         |         |         |                                |                                   |                                   |                                |                                              |
| 24     | 2012    | Mugello | Moto3   | Maverick Viñales (FTR-Honda)   | Romano Fenati (FTR-Honda)         | Sandro Cortese (KTM)              | Maverick Viñales (FTR-Honda)   | Sandro Cortese (KTM)                         |
| 24     | 2012    | Mugello | Moto2   | Andrea Iannone (Speed Up)      | Pol Espargaró (Kalex)             | Thomas Lüthi (Suter)              | Pol Espargaró (Kalex)          | Thomas Lüthi (Suter)                         |
| 24     | 2012    | Mugello | MotoGP  | Jorge Lorenzo (Yamaha)         | Dani Pedrosa (Honda)              | Andrea Dovizioso (Yamaha)         | Dani Pedrosa (Honda)           | Dani Pedrosa (Honda)                         |
|        |         |         |         |                                |                                   |                                   |                                |                                              |
| 25     | 2013    | Mugello | Moto3   | Luis Salom (KTM)               | Álex Rins (KTM)                   | Maverick Viñales (KTM)            | Jonas Folger (Kalex-KTM)       | Miguel Oliveira (Mahindra)                   |
| 25     | 2013    | Mugello | Moto2   | Scott Redding (Kalex)          | Nicolás Terol (Suter)             | Johann Zarco (Suter)              | Scott Redding (Kalex)          | Johann Zarco (Suter)                         |
| 25     | 2013    | Mugello | MotoGP  | Jorge Lorenzo (Yamaha)         | Dani Pedrosa (Honda)              | Cal Crutchlow (Yamaha)            | Dani Pedrosa (Honda)           | Marc Márquez (Honda)                         |
|        |         |         |         |                                |                                   |                                   |                                |                                              |
| 26     | 2014    | Mugello | Moto3   | Romano Fenati (KTM)            | Isaac Viñales (KTM)               | Álex Rins (Honda)                 | Álex Rins (Honda)              | Efrén Vázquez (Honda)                        |
| 26     | 2014    | Mugello | Moto2   | Esteve Rabat (Kalex)           | Luis Salom (Kalex)                | Jonas Folger (Kalex)              | Esteve Rabat (Kalex)           | Esteve Rabat (Kalex)                         |
| 26     | 2014    | Mugello | MotoGP  | Marc Márquez (Honda)           | Jorge Lorenzo (Yamaha)            | Valentino Rossi (Yamaha)          | Marc Márquez (Honda)           | Marc Márquez (Honda)                         |
|        |         |         |         |                                |                                   |                                   |                                |                                              |
| 27     | 2015    | Mugello | Moto3   | Miguel Oliveira (KTM)          | Danny Kent (Honda)                | Romano Fenati (KTM)               | Danny Kent (Honda)             | Brad Binder (KTM)                            |
| 27     | 2015    | Mugello | Moto2   | Esteve Rabat (Kalex)           | Johann Zarco (Kalex)              | Dominique Aegerter (Kalex)        | Sam Lowes (Speed Up)           | Esteve Rabat (Kalex)                         |
| 27     | 2015    | Mugello | MotoGP  | Jorge Lorenzo (Yamaha)         | Andrea Iannone (Ducati)           | Valentino Rossi (Yamaha)          | Andrea Iannone (Ducati)        | Marc Márquez (Honda)                         |
|        |         |         |         |                                |                                   |                                   |                                |                                              |
| 28     | 2016    | Mugello | Moto3   | Brad Binder (KTM)              | Fabio Di Giannantonio (Honda)     | Francesco Bagnaia (Mahindra)      | Romano Fenati (KTM)            | Juan Francisco Guevara (KTM)                 |
| 28     | 2016    | Mugello | Moto2   | Johann Zarco (Kalex)           | Lorenzo Baldassarri (Kalex)       | Sam Lowes (Kalex)                 | Sam Lowes (Kalex)              | Thomas Lüthi (Kalex)                         |
| 28     | 2016    | Mugello | MotoGP  | Jorge Lorenzo (Yamaha)         | Marc Márquez (Honda)              | Andrea Iannone (Ducati)           | Valentino Rossi (Yamaha)       | Andrea Iannone (Ducati)                      |
|        |         |         |         |                                |                                   |                                   |                                |                                              |
| 29     | 2017    | Mugello | Moto3   | Andrea Migno (KTM)             | Fabio Di Giannantonio (Honda)     | Juan Francisco Guevara (KTM)      | John McPhee (Honda)            | Arón Canet (Honda)                           |
| 29     | 2017    | Mugello | Moto2   | Mattia Pasini (Kalex)          | Thomas Lüthi (Kalex)              | Álex Márquez (Kalex)              | Franco Morbidelli (Kalex)      | Thomas Lüthi (Kalex)                         |
| 29     | 2017    | Mugello | MotoGP  | Andrea Dovizioso (Ducati)      | Maverick Viñales (Yamaha)         | Danilo Petrucci (Ducati)          | Maverick Viñales (Yamaha)      | Maverick Viñales (Yamaha)                    |
|        |         |         |         |                                |                                   |                                   |                                |                                              |
| 30     | 2018    | Mugello | Moto3   | Jorge Martín (Honda)           | Marco Bezzecchi (KTM)             | Fabio Di Giannantonio (Honda)     | Jorge Martín (Honda)           | Fabio Di Giannantonio (Honda)                |
| 30     | 2018    | Mugello | Moto2   | Miguel Oliveira (KTM)          | Lorenzo Baldassarri (Kalex)       | Joan Mir (Kalex)                  | Mattia Pasini (Kalex)          | Miguel Oliveira (KTM)                        |
| 30     | 2018    | Mugello | MotoGP  | Jorge Lorenzo (Ducati)         | Andrea Dovizioso (Ducati)         | Valentino Rossi (Yamaha)          | Valentino Rossi (Yamaha)       | Danilo Petrucci (Ducati)                     |
|        |         |         |         |                                |                                   |                                   |                                |                                              |
| 31     | 2019    | Mugello | Moto3   | Tony Arbolino (Honda)          | Lorenzo Dalla Porta (Honda)       | Jaume Masiá (KTM)                 | Tony Arbolino (Honda)          | Niccolò Antonelli (Honda)                    |
| 31     | 2019    | Mugello | Moto2   | Álex Márquez (Kalex)           | Luca Marini (Kalex)               | Thomas Lüthi (Kalex)              | Marcel Schrötter (Kalex)       | Álex Márquez (Kalex)                         |
| 31     | 2019    | Mugello | MotoGP  | Danilo Petrucci (Ducati)       | Marc Márquez (Honda)              | Andrea Dovizioso (Ducati)         | Marc Márquez (Honda)           | Jack Miller (Ducati)                         |
|        |         |         |         |                                |                                   |                                   |                                |                                              |
| 32     | 2021    | Mugello | Moto3   | Dennis Foggia (Honda)          | Jaume Masiá (KTM)                 | Gabriel Rodrigo (Honda)           | Tatsuki Suzuki (Honda)         | Sergio García (GasGas)                       |
| 32     | 2021    | Mugello | Moto2   | Remy Gardner (Kalex)           | Raúl Fernández (Kalex)            | Marco Bezzecchi (Kalex)           | Raúl Fernández (Kalex)         | Sam Lowes (Kalex)                            |
| 32     | 2021    | Mugello | MotoGP  | Fabio Quartararo (Yamaha)      | Miguel Oliveira (KTM)             | Joan Mir (Suzuki)                 | Fabio Quartararo (Yamaha)      | Johann Zarco (Ducati)                        |
|        |         |         |         |                                |                                   |                                   |                                |                                              |
| 33     | 2022    | Mugello | MotoE   | Dominique Aegerter (Energica)  | Matteo Ferrari (Energica)         | Eric Granado (Energica)           | Dominique Aegerter (Energica)  | Dominique Aegerter (Energica)                |
| 33     | 2022    | Mugello | MotoE   | Matteo Ferrari (Energica)      | Dominique Aegerter (Energica)     | Miquel Pons (Energica)            | Dominique Aegerter (Energica)  | Dominique Aegerter (Energica)                |
| 33     | 2022    | Mugello | Moto3   | Sergio García (GasGas)         | Izan Guevara (GasGas)             | Tatsuki Suzuki (Honda)            | Deniz Öncü (KTM)               | Riccardo Rossi (KTM)                         |
| 33     | 2022    | Mugello | Moto2   | Pedro Acosta (Kalex)           | Joe Roberts (Kalex)               | Ai Ogura (Kalex)                  | Arón Canet (Kalex)             | Augusto Fernández (Kalex)                    |
| 33     | 2022    | Mugello | MotoGP  | Francesco Bagnaia (Ducati)     | Fabio Quartararo (Yamaha)         | Aleix Espargaró (Aprilia)         | Fabio Di Giannantonio (Ducati) | Francesco Bagnaia (Ducati)                   |
|        |         |         |         |                                |                                   |                                   |                                |                                              |
| 34     | 2023    | Mugello | MotoE   | Andrea Mantovani (Ducati)      | Matteo Ferrari (Ducati)           | Mattia Casadei (Ducati)           | Matteo Ferrari (Ducati)        | Matteo Ferrari (Ducati)                      |
| 34     | 2023    | Mugello | MotoE   | Eric Granado (Ducati)          | Kevin Manfredi (Ducati)           | Matteo Ferrari (Ducati)           | Matteo Ferrari (Ducati)        | Eric Granado (Ducati)                        |
| 34     | 2023    | Mugello | Moto3   | Daniel Holgado (KTM)           | Deniz Öncü (KTM)                  | Ayumu Sasaki (Husqvarna)          | Deniz Öncü (KTM)               | Ayumu Sasaki (Husqvarna)                     |
| 34     | 2023    | Mugello | Moto2   | Pedro Acosta (Kalex)           | Tony Arbolino (Kalex)             | Jake Dixon (Kalex)                | Arón Canet (Kalex)             | Pedro Acosta (Kalex)                         |
| 34     | 2023    | Mugello | MotoGP  | Francesco Bagnaia (Ducati)     | Jorge Martín (Ducati)             | Johann Zarco (Ducati)             | Francesco Bagnaia (Ducati)     | Álex Márquez (Ducati)                        |
|        |         |         |         |                                |                                   |                                   |                                |                                              |
| 35     | 2024    | Mugello | MotoE   | Mattia Casadei (Ducati)        | Alessandro Zaccone (Ducati)       | Héctor Garzó (Ducati)             | Alessandro Zaccone (Ducati)    | Alessandro Zaccone (Ducati)                  |
| 35     | 2024    | Mugello | MotoE   | Kevin Zannoni (Ducati)         | Mattia Casadei (Ducati)           | Eric Granado (Ducati)             | Alessandro Zaccone (Ducati)    | Nicholas Spinelli (Ducati)                   |
| 35     | 2024    | Mugello | Moto3   | David Alonso (CFMoto)          | Collin Veijer (Husqvarna)         | Ryusei Yamanaka (KTM)             | David Alonso (CFMoto)          | Collin Veijer (Husqvarna)                    |
| 35     | 2024    | Mugello | Moto2   | Joe Roberts (Kalex)            | Manuel González (Kalex)           | Alonso López (Boscoscuro)         | Joe Roberts (Kalex)            | Arón Canet (Kalex)                           |
| 35     | 2024    | Mugello | MotoGP  | Francesco Bagnaia (Ducati)     | Enea Bastianini (Ducati)          | Jorge Martín (Ducati)             | Jorge Martín (Ducati)          | Francesco Bagnaia (Ducati)                   |
|        |         |         |         |                                |                                   |                                   |                                |                                              |
| 36     | 2025    | Mugello | Moto3   | Máximo Quiles (KTM)            | Álvaro Carpe (KTM)                | Dennis Foggia (KTM)               | Álvaro Carpe (KTM)             | David Muñoz (KTM)                            |
| 36     | 2025    | Mugello | Moto2   | Manuel González (Kalex)        | Albert Arenas (Kalex)             | Arón Canet (Kalex)                | Diogo Moreira (Kalex)          | Manuel González (Kalex)                      |
| 36     | 2025    | Mugello | MotoGP  | Marc Márquez (Ducati)          | Álex Márquez (Ducati)             | Fabio Di Giannantonio (Ducati)    | Marc Márquez (Ducati)          | Franco Morbidelli (Ducati)                   |

## Noot
1. 1 2  Officieel vond er geen telling plaats

1914 · 1921 · 1991 · 1992 · 1993 · 1994 · 1995 · 1996 · 1997 · 1998 · 1999 · 2000 · 2001 · 2002 · 2003 · 2004 · 2005 · 2006 · 2007 · 2008 · 2009 · 2010 · 2011 · 2012 · 2013 · 2014 · 2015 · 2016 · 2017 · 2018 · 2019 · 2021 · 2022 · 2023 · 2024 · 2025